# Robbie Williams
Robbie Williams, rodným jménem Robert Peter Williams, (* 13. února 1974, Stoke-on-Trent, Anglie, Spojené království) je anglický zpěvák-skladatel popové hudby, oceněný mnoha BRIT Awards. Zkusil si také swingovou či taneční roli. 15. července 2010 oznámil, že se vrátí do kapely Take That a bude se podílet na natočení nové desky skupiny plánované na listopad 2010.

## Hudební kariéra

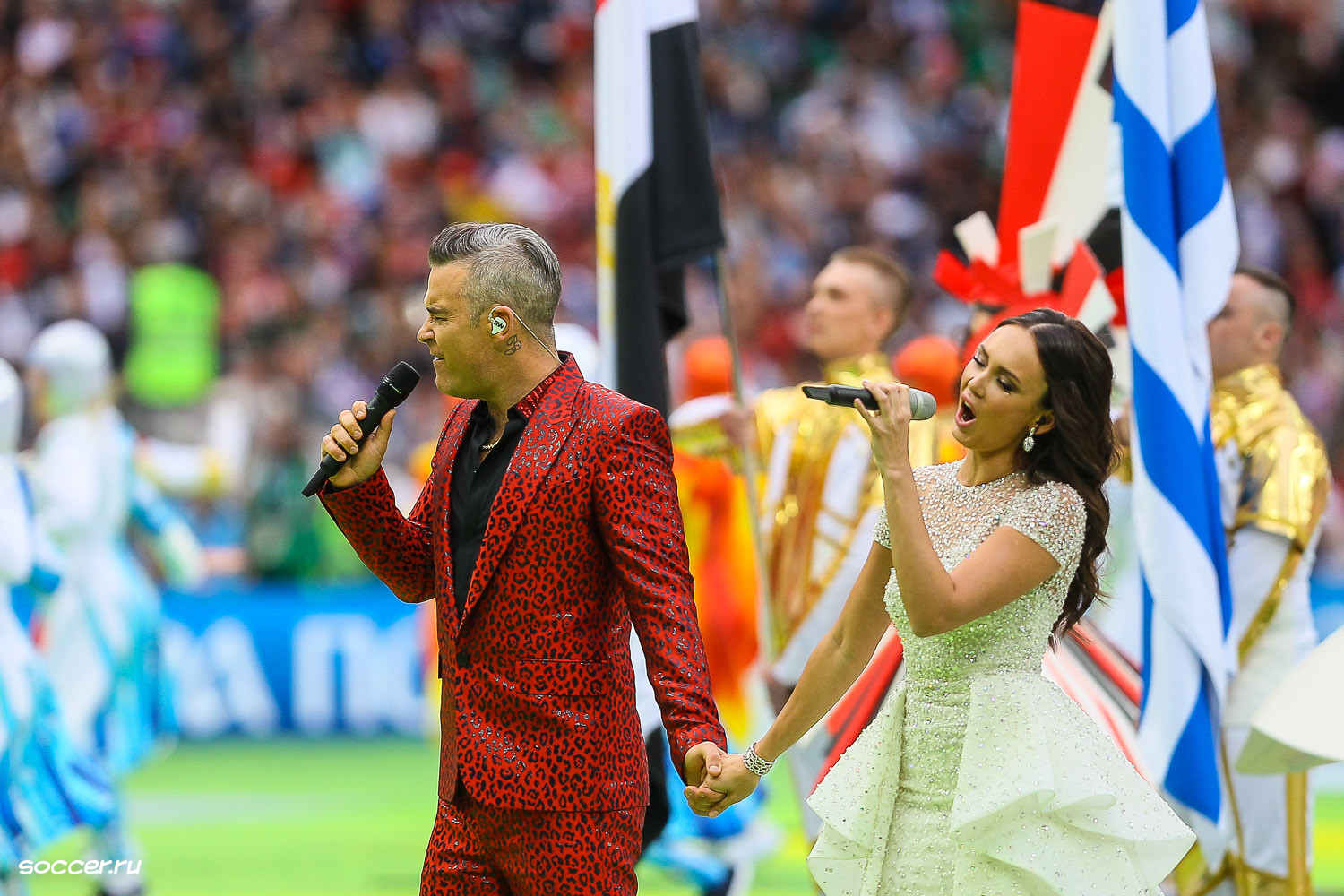
Při zahájení MS ve fotbale 2018 zazpívali Robbie Williams a Aida Garifullinová píseň „Angels“

Jeho kariéra odstartovala roku 1990 s kapelou Take That, nejdříve na pozici tanečníka. Skupinu opustil v roce 1995 a vydal se na kariéru sólo-zpěváka. Stal se jedním z nejúspěšnějších zpěváků v anglické historii. Prodal více alb a obdržel více ocenění BRIT Awards než kterýkoliv Brit v historii. Hit Angels se na hudební scénu dostal roku 1997. Od té doby vydal mnoho alb, včetně výběrovky Greatest Hits. Na kontě má i několik hudebních cen MTV. V současně době je nazýván „novým králem popu“[zdroj?]. Další jeho známé písničky jsou Feel, Rock DJ, She's The One, Come Undone, Bodies či Supreme. Je zapsán v Guinnessově knize rekordů, když se po ohlášení světového turné v roce 2006 prodalo 1.6 miliónů lístků za jediný den.
V roce 2017 vystoupil zpěvák potřetí v Praze a jeho koncert v Letňanech se dočkal nadšených reakcí. Web iREPORT označil toto vystoupení za "famózní zážitek".
Při zahájení Mistrovství světa ve fotbale 2018 v Moskvě vystoupil Robbie Williams společně s ruskou operní pěvkyní Aidou Garifullinovou. Zazpívali jeho píseň „Angels“.

## Soukromý život
Od roku 2006 bydlí převážně v Los Angeles. V roce 2009 se přestěhoval do Spojeného království, když koupil sídlo za 8,5 milionu liber v Compton Bassett, Wiltshire, blízko kamaráda Jonathana Wilkese žijícího ve Swindonu. O rok později však sídlo prodal a vrátil se do Los Angeles. V roce 2012 se rozhodl i se svou dcerou a manželkou Aydou přestěhovat zpět do Spojeného království.
Udržoval postupně několik vztahů například s Rachel Hunterovou. Od roku 2007 je jeho partnerkou turecko-americká zpěvačka Ayda Fieldová, se kterou se 7. srpna 2010 ve svém domě v Los Angeles oženil.

## Diskografie
- 1997: Life thru a Lens
- 1998: I've Been Expecting You
- 2000: Sing When You're Winning
- 2001: Swing When You're Winning
- 2002: Escapology
- 2003: Live at Knebworth
- 2004: Greatest Hits
- 2005: Intensive Care
- 2006: Rudebox
- 2009: Reality Killed The Video Star
- 2012: Take the Crown
- 2013: Swings Both Ways
- 2014: Under The Radar, Vol. 1
- 2016: The Heavy Entertainment Show
- 2017: Under The Radar, Vol. 2
- 2019: Under The Radar, Vol. 3
- 2019: Christmas Album